# Sinope (vệ tinh)
Sinope (/sɪˈnoʊpi/ si-NOH-pee; tiếng Hy Lạp: Σινώπη) là một vệ tinh dị hình  của Sao Mộc được Seth Barnes Nicholson phát hiện tại Đài thiên văn Lick vào năm 1914, và được đặt theo tên của vị thần Sinope trong thần thoại Hy Lạp.
Tên của vệ tinh này không phải "Sinope" cho đến năm 1975; trước đó nó được gọi là Jupiter IX.  Đôi khi nó được gọi là "Hades"  trong khoảng thời gian từ 1955 đến 1975.
Sinope là vệ tinh được biết đến ngoài cùng của Sao Mộc cho đến khi phát hiện ra Megaclite vào năm 2000. Vệ tinh xa nhất của Sao Mộc hiện được biết là S/2003 J 2.

## Quỹ đạo

Nhóm Pasiphae.

Sinope quay quanh Sao Mộc trên quỹ đạo ngược có độ lệch tâm cao và độ nghiêng cao.  Các yếu tố quỹ đạo là vào tháng 1 năm 2000.   Chúng liên tục thay đổi do nhiễu loạn mặt trời và hành tinh.  Nó thường được cho là thuộc nhóm Pasiphae.  Tuy nhiên, với độ nghiêng trung bình và màu sắc khác nhau, Sinope cũng có thể là một đối tượng độc lập, bị bắt độc lập, không liên quan đến vụ va chạm và chia tay tại nguồn gốc của nhóm.  Sơ đồ minh họa các yếu tố quỹ đạo của Sinope liên quan đến các vệ tinh khác của nhóm.
Sinope cũng được biết là có sự cộng hưởng thế tục với Sao Mộc, tương tự như Pasiphae.  Tuy nhiên, Sinope có thể thoát khỏi sự cộng hưởng này và có các giai đoạn của cả hành vi cộng hưởng và không cộng hưởng trong thang thời gian là 10 7 năm.

## Tính chất vật lý
Sinope có đường kính ước tính là 38 km (giả sử độ phản xạ là 0.04). Sinope có màu đỏ (chỉ số màu: B-V = 0,84, R-V = 0,46), không giống như màu xám của vệ tinh Pasiphae.
Phổ điện từ hồng ngoại của Sinope tương tự như các tiểu hành tinh kiểu D nhưng khác với phổ điện từ của Pasiphae. Sự khác biệt giữa những con số vật lý cho thấy Sinope có nguồn gốc khác xa hoàn toàn với những vệ tinh còn lại trong nhóm.